# Dąbrówka (Orzysz)
Dąbrówka (deutsch Dombrowken, 1929–1945 Eichendorf) ist ein Dorf in der polnischen Woiwodschaft Ermland-Masuren, das zur Gmina Orzysz (Stadt- und Landgemeinde Arys) im Powiat Piski (Kreis Johannisburg) gehört.

## Geographische Lage
Dąbrówka liegt in der östlichen Woiwodschaft Ermland-Masuren, 27 Kilometer nordwestlich der Kreisstadt Pisz (deutsch Johannisburg).

## Geschichte
Das nach 1656 Dombroffken, nach 1785 Dombrowcken und bis 1929 Dombrowken genannte Dorf wurde 1488 gegründet. Am 8. April 1874 wurde es Amtsdorf und damit namensgebend für einen Amtsbezirk, der – am 24. November 1930 in Amtsbezirk Eichendorf umbenannt – bis 1945 bestand und zum Kreis Johannisburg im Regierungsbezirk Gumbinnen (ab 1905 Regierungsbezirk Allenstein) der preußischen Provinz Ostpreußen gehörte. Im Jahr 1910 zählte Dombrowken 626 Einwohner.
Aufgrund der Bestimmungen des Versailler Vertrags stimmte die Bevölkerung im Abstimmungsgebiet Allenstein, zu dem Dombrowken gehörte, am 11. Juli 1920 über die weitere staatliche Zugehörigkeit zu Ostpreußen (und damit zu Deutschland) oder den Anschluss an Polen ab. In Dombrowken stimmten 460 Einwohner für den Verbleib bei Ostpreußen, auf Polen entfielen keine Stimmen.
Am 26. August 1929 wurde Dombrowken in Eichendorf umbenannt. Die Zahl der Einwohner stieg bis 1933 auf 757 und belief sich 1939 bereits auf 782.
In Kriegsfolge kam 1945 das gesamte südliche Ostpreußen zu Polen. Somit auch Dombrowken, das die polnische Namensform Dąbrówka erhielt. Heute ist der Ort Sitz eines Schulzenamtes (polnisch Sołectwo) und gehört zum Verbund der Stadt- und Landgemeinde Orzysz (Arys) im Powiat Piski (Kreis Johannisburg), bis 1998 der Woiwodschaft Suwałki, seither der Woiwodschaft Ermland-Masuren zugeordnet.

## Kirche
Bis 1945 war Dombrowken in die evangelische Kirche Eckersberg (polnisch Okartowo) in der Kirchenprovinz Ostpreußen der Evangelischen Kirche der Altpreußischen Union sowie in die römisch-katholische Kirche in Johannisburg (polnisch Pisz) im Bistum Ermland eingepfarrt.
Heute gehört Dąbrówka katholischerseits zur Pfarrei Szymonka (deutsch Schimonken, 1938–1945 Schmidtsdorf) im Bistum Ełk der Römisch-katholischen Kirche in Polen, die in Dąbrówka eine Filialkirche unterhält. Die evangelischen Einwohner halten sich zur Kirche in der Kreisstadt Pisz bzw. im nähergelegenen Ryn (Rhein), die beide zur Diözese Masuren der Evangelisch-Augsburgischen Kirche in Polen gehören.

## Verkehr
Dąbrówka liegt an der verkehrstechnisch bedeutenden polnischen Landesstraße 16 (ehemalige deutsche Reichsstraße 127), die als nordpolnische West-Ost-Achse drei Woiwodschaften miteinander verbindet. Außerdem enden lokale Nebenstraßen in Dąbrówka.
Seit 1915 ist der Ort Bahnstation an der Bahnstrecke Czerwonka–Ełk (deutsch Rothfließ–Lyck), die heute allerdings nicht mehr regulär befahren wird.